# صموئيل تشيلتون
صموئيل تشيلتون هو محامي وسياسي أمريكي، ولد في 7 سبتمبر 1805 في مقاطعة فاوكواير في الولايات المتحدة، وتوفي في 7 يناير 1867 في وارينتون في الولايات المتحدة. نشط حزبياً في حزب اليمين. وقد انتخب عضو مجلس نواب الولايات المتحدة عن ولاية فرجينيا ‏ وانتخب عضو مجلس النواب الأمريكي ‏.